# Phenacharopa
Phenacharopa är ett släkte av snäckor. Phenacharopa ingår i familjen Charopidae.
Kladogram enligt Catalogue of Life:
| Phenacharopa | \| \| Phenacharopa novoseelandica \| \| \| \| \| \| Phenacharopa pseudanguicula \| \| \| \| |
|              | \| \| Phenacharopa novoseelandica \| \| \| \| \| \| Phenacharopa pseudanguicula \| \| \| \| |
|              | Phenacharopa novoseelandica                                                                 |
|              |                                                                                             |
|              | Phenacharopa pseudanguicula                                                                 |
|              |                                                                                             |